# Полтавский академический симфонический оркестр
Полтавский академический симфонический оркестр — симфонический оркестр, образованный в 2000 году. Коммунальное учреждение «Полтавский академический симфонический оркестр» Полтавского областного совета.

## История
В 1898 году в Полтаву переезжает Дмитрий Владимирович Ахшарумов. Он инициирует создание в городе симфонического оркестра. В этот период оркестр совершает 11 турне в Варшаву, Вильнос, Санкт-Петербург, Воронеж, Одессу и другие города. В 2002 именем Дмитрия Владимировича Ахшарумова назван камерный оркестр Полтавской областной филармонии.
Полтавский симфонический оркестр был сформирован в 2000 году на базе Полтавского областного украинского музыкально-драматического театра имени Н. В. Гоголя. Изначальное количество исполнителей — 16, впоследствии оркестр разросся до 28 человек. Основателем оркестра выступили дирижёр Виталий Скакун, возглавлявший его вплоть до 2024 года. Днём основания симфонического коллектива считается юбилей, 50-летие, Виталия Скакуна, на котором состоялось первое выступление оркестра в полном составе, в количестве 50 человек — 22 февраля 2000 года.
Приказом Управления культуры Полтавской областной государственной администрации от 28.03.2005 года № 88 «О создании отдельной творческой единицы» с 1 апреля 2005 года на базе Полтавского областного украинского музыкально-драматического театра имени Н. В. Гоголя был создан Полтавский симфонический оркестр.

## Современность
Оркестр активно гастролирует по Украине. Во время вооруженного конфликта на востоке Украины (Донбассе) поддерживал украинских военных в местах постоянной дислокации.
Весной 2019 года Оркестр получил статус «академического».

## Репертуар
В начале репертуар состоял из произведений западных классиков: Бранденбургский концерт № 5 Иоганна Баха, Симфония № 40, концерты для скрипки с оркестром № 3 и № 5, концерты для фортепиано с оркестром Вольфганга Амадея Моцарта и другие.
Впоследствии в репертуар были включены произведения композиторов эпохи романтизма: 9-я симфония Антонина Дворжака, концерты для фортепиано с оркестром Эдварда Грига и Ференца Листа и многие другие.
Также репертуар оркестра включает произведения украинских композиторов, в частности увертюру к опере «Тарас Бульба» Николая Лысенко, «Гуцульскую рапсодию» Георгия Илларионовича Майбороды, «Поп Калейдоскоп» запорожского композитора Дмитрия Савенко и многое другое.
В настоящее время в репертуаре оркестра произведения Сергея Рахманинова, Петра Чайковского, Сергея Прокофьева, Дмитрия Шостаковича.